# 鈍口擬獅子魚
鈍口擬獅子魚，為輻鰭魚綱鮋形目杜父魚亞目獅子魚科的其中一種，分布於西北太平洋區，包括日本、千島群島、堪察加半島海域，棲息深度6165-7587公尺，體長可達23.8公分，為深海底棲性魚類，屬肉食性，生活習性不明。

## 擴展閱讀
維基物種上的相關：鈍口擬獅子魚